# 博克維茨湖

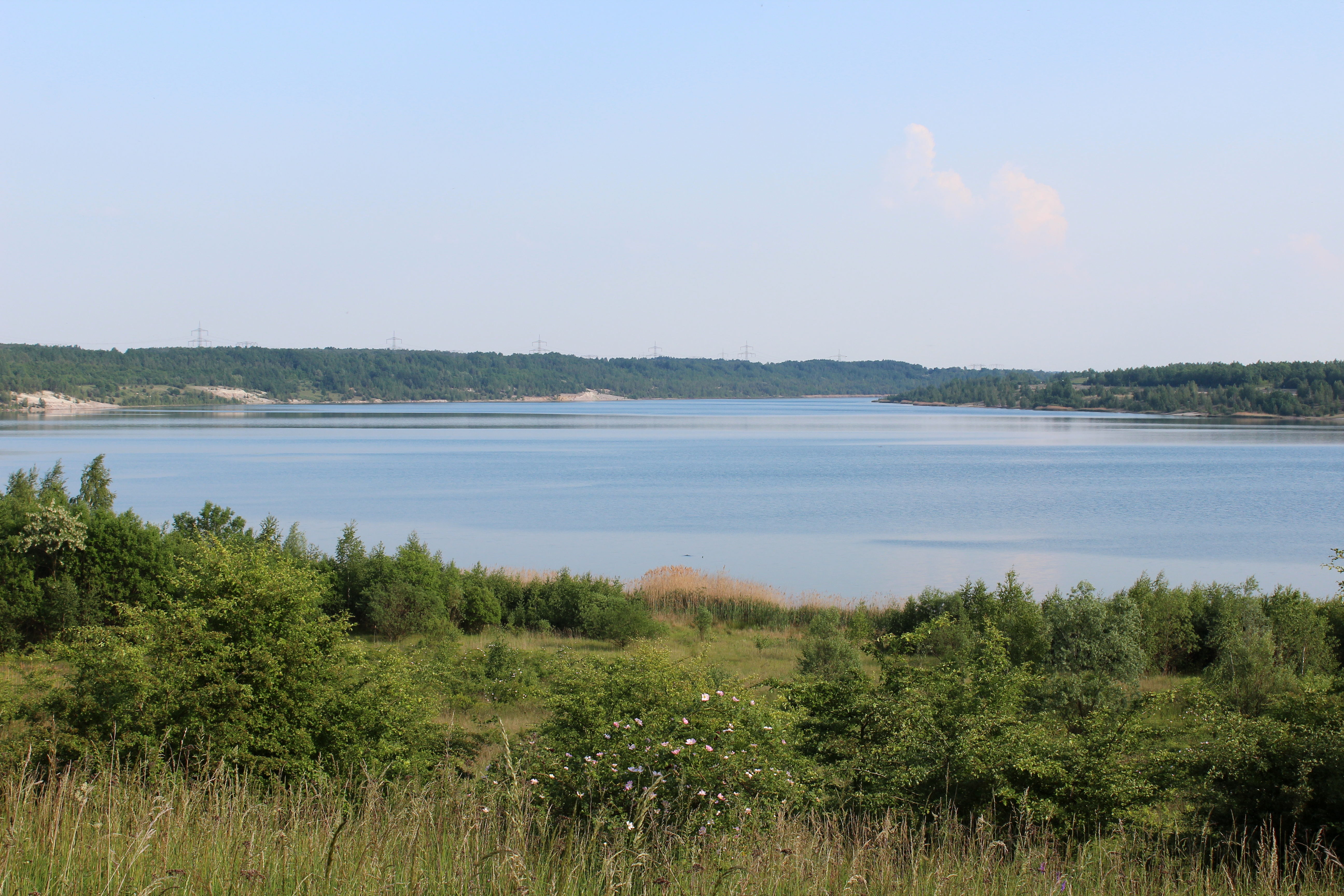

51°07′55″N 12°32′47″E / 51.13186170260741°N 12.54638671875°E
博克維茨湖（德語：Bockwitzer See），是德國的湖泊，位於該國東部，由薩克森自由州負責管轄，面積1.7平方公里，海拔高度146米，最大水深19米，湖岸線長度8公里，水體容量1,900萬立方米。